# Dragon Inn
Dragon Inn (conosciuto anche come "Dragon Gate Inn", 龍門客棧) è un film wuxiapian del 1967 diretto da Hu Jinquan (King Hu).
La trama narra di un eunuco corrotto che ordina l'esecuzione del rispettato Generale Yu, tentando poi di spazzar via le ultime vestigia della sua famiglia. Gli si oppone un gruppo di cavalieri indipendenti, che ingaggiano una battaglia con la polizia segreta del tiranno, appostata in una locanda deserta.
King Hu aveva recentemente lasciato Hong Kong per Taiwan per ottenere maggiore autonomia. Qui aveva messo in piedi la sua casa di produzione, Union Film Company, che avrà breve vita. Il film fu girato nel 1966 e distribuito in Asia nel 1967, registrando incassi record in Taiwan, Corea del sud e nelle Filippine.
Dragon Inn è stato elogiato dalle riviste Empire, Radio Times e Sight & Sound, dove il critico Michaek Brooke ha definito il film "uno dei più importanti wuxia pian emersi dal mondo di lingua cinese."
Il film ha ricevuto due remake: New Dragon Gate Inn (1992) e Flying Swords of Dragon Gate (2011), che ne testimoniano la grande importanza per il cinema cinese. È stato anche omaggiato dal regista taiwanese Tsai Ming-Liang in Goodbye, Dragon Inn (2003), incentrato appunto su una proiezione del film del 1967.

## Trama
Tsao, potente e corrotto eunuco imperiale, ha sconfitto il generale Yu, suo rivale politico. Il generale è stato giustiziato e i figli esiliati dalla Cina. Mentre i bambini vengono scortati al confine occidentale dell'impero cinese, Tsao trama per farli uccidere, mandando la sua polizia segreta a confiscare la desolata locanda Dragon Gate Inn. Qui prepara un'imboscata. L'esperto di arti marziali Hsiao si presenta alla locanda, desideroso di incontrare il locandiere. La polizia segreta non sa che il locandiere, Wu Ming, era uno dei luogotenenti del generale e ha chiamato Hsiao per aiutare i bambini. Anche due esperti di arti marziali (figli di un altro luogotenente di Yu) si presentano per dare una mano. I quattro si mettono alla ricerca dei figli di Yu per portarli in salvo.

## Distribuzione
Il film è stato presentato per la prima volta a Taiwan il 21 ottobre 1967 e si rivelò un successo a Taiwan, in Corea e nelle Filippine. Non è mai stato distribuito in Italia.

## Accoglienza critica
Al Golden Horse Awards del 1968, Dragon Inn vinse il premio per la miglior sceneggiatura, mentre King Hu fu in lizza come miglior regista.
Nel 2011, è stato votato al nono posto nella lista dei 100 più grandi film di lingua cinese mai realizzati, ex-aequo con In the Mood for Love (2000) di Wong Kar-wai.